# Manea Al-Baroud
Manea Al-Baroud (Arabic:مانع البارود) (sinh ngày 17 tháng 4 năm 1994) là một cầu thủ bóng đá người Các Tiểu vương quốc Ả Rập Thống nhất. Hiện tại anh thi đấu cho Ittihad Kalba.